# Maciej z Łabiszyna (rektor)
Maciej z Łabiszyna (zm. po 1452) ― polski filozof, teolog, profesor i rektor Uniwersytetu Krakowskiego.

## Życiorys
Prawdopodobnie syn Macieja z Łabiszyna wojewody brzeskiego i jego żony Małgorzaty Majki z Szubina herbu Topór, miał trzech braci i dwie siostry.
W 1419 wstąpił na Uniwersytet Krakowski rozpoczął studia najprawdopodobniej na wydziale teologicznym i w tym samym roku został członkiem Collegium Maius. W semestrze zimowym 1432 był dziekanem Wydziału Atrium oraz prowadził ćwiczenia z "Fizyki" Arystotelesa. W latach 1431-40 prowadził wykłady i ćwiczenia z dzieł Arystotelesa: "Metafizyka", "Etyka Nikomachejska", "Meteory", "Parva Naturalia" oraz "Nova Logica". W okresie 1431-45 pełnił funkcję kustosza biblioteki Collegium Maius.
W 1434 został kanonikiem kolegiaty św. Floriana. w 1440 i 1441 należał do komisji powołanej do przejrzenia przywilejów i statutów uniwersyteckich. Brał udział w 1441 w przygotowaniu traktatu na sobór bazylejski. Licencjat z teologii uzyskał 17 stycznia 1445 a mistrza teologii 3 listopada roku następnego pod kierunkiem Benedykta Hesse. W 1449 został dziekanem kolegiaty św. Floriana oraz był rektorem Uniwersytetu Krakowskiego.
Data jego śmierci nie jest znana, wiadomo że zmarł po 26 lutego 1452, a przez 1456.